# Кнессет 18-го созыва
Кнессет 18-го созыва (ивр. הכנסת השמונה עשרה‎) — парламент Государства Израиль, избранный 10 февраля 2009.
Выборы должны были состояться 26-го октября 2010, однако были перенесены на более ранний срок в связи с отставкой главы правительства Эхуда Ольмерта. После более чем трех лет стабильной работы правительства и парламента премьер-министр Биньямин Нетаньяху объявил о роспуске кнессета 18-го созыва 7 мая 2012 года. В ночь на 8 мая 2012 года, когда роспуск был уже почти единогласно (лишь с одним голосом «против») утверждён в первом чтении, а новые досрочные выборы назначены на 4 сентября 2012 года, внезапно было объявлено о создании новой коалиции, процедура роспуска была остановлена практически в последний момент.
16-го октября 2012 года Кнессет был распущен. Выборы в Кнессет 19-го созыва назначены на 22 января 2013 года.

## Результаты выборов

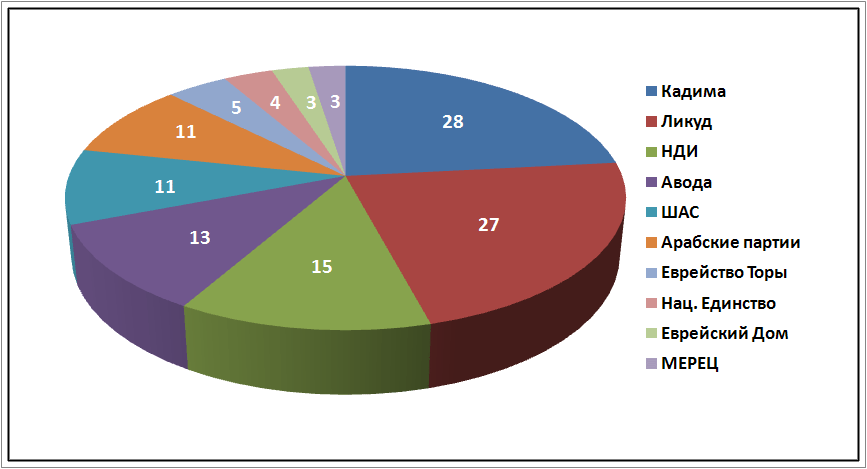

По итогам выборов в кнессет 18-го созыва прошли 12 партий:
| Партия (блок)          | Число мандатов | В сравнении с Кнессетом 17-го созыва |
| ---------------------- | -------------- | ------------------------------------ |
| «Кадима»               | 28             | -1                                   |
| «Ликуд»                | 27             | +15                                  |
| Наш дом — Израиль      | 15             | +4                                   |
| «Авода»                | 13             | -7                                   |
| ШАС                    | 11             | -1                                   |
| «Яхадут ха-Тора»       | 5              | -1                                   |
| Ихуд Леуми             | 4              | -5                                   |
| Хадаш                  | 4              | +1                                   |
| РААМ-ТААЛ              | 4              | +1                                   |
| Балад                  | 3              | 0                                    |
| Еврейский Дом          | 3              | +3                                   |
| Новое Движение — Мерец | 3              | -2                                   |

В 17-м кнессете была представлена также Партия пенсионеров (7), не получившая на этих выборах ни одного мандата.

## Состав кнессета 18-го созыва (по партиям)
(н) — новый депутат (не работавший в кнессете прежде),
(н17) — депутат, вернувшийся в кнессет после перерыва (не был в 17-м созыве)
(р) — русскоязычный: русский язык родной
(р2) — русскоязычный: неродной русский язык на уровне владения

### «Кадима»
1. Шауль Мофаз
2. Далия Ицик
3. Нино Абесадзе (р) (сменила Цахи Анегби)
4. Рони Бар-Он
5. Дорон Авиталь (сменил Зеэва Бойма)
6. Меир Шитрит
7. Ахмад Дабах (сменил Ави Дихтера[3])
8. Рухама Авраам-Балила
9. Марина Солодкина (р)
10. Йоэль Хасон
11. Акрам Хасон (сменил Гидеона Эзру)
12. Яаков Эдри
13. Авраам Дуан (сменил Эли Офлало)
14. Зеэв Бельский (н)
15. Ронит Тирош
16. Шамалова-Беркович, Юлия (р) (сменила Хаима Рамона)
17. Нахман Шай (н)
18. Шломо Мула
19. Роберт Тивьяев (н) (р)
20. Маджале Вахабэ
21. Рахель Адато (н)
22. Йоханан Пласнер
23. Шай Хермеш
24. Исраэль Хасон
25. Арье Биби (н)
26. Атниэль Шнелер
27. Орит Зуарец (н) (р)
28. Юваль Цельнер (сменил Ципи Ливни)

### «Ликуд»
1. Биньямин Нетаниягу
2. Гидеон Саар
3. Гилад Эрдан
4. Реувен Ривлин
5. Бени Бегин (н17)
6. Моше Кахлон
7. Сильван Шалом
8. Моше (Буги) Яалон (н)
9. Юваль Штайниц
10. Лея Нес (н17)
11. Исраэль Кац
12. Юлий Эдельштейн (р)
13. Лимор Ливнат
14. Хаим Кац
15. Алали Адамсо (сменил Йоси Пеледа)[4]
16. Михаэль Эйтан
17. Дан Меридор (н17)
18. Ципи Хотовели (н)
19. Гила Гамлиэль (н17)
20. Зеэв Элькин (р)
21. Ярив Левин (н)
22. Цион Пиньян (н)
23. Аюб Кара (н17)
24. Дани Данон (н)
25. Кармель Шама (н)
26. Офир Акунис (н)
27. Мири Регев (н)

### «Наш дом Израиль»
1. Авигдор Либерман (р)
2. Узи Ландау
3. Стас Мисежников (р)
4. Ицхак Аронович
5. Софа Ландвер (р)
6. Орли Леви (н)
7. Дани Аялон (н)
8. Давид Ротем
9. Анастасия Михаэли (н) (р)
10. Фаина Киршенбаум (н) (р)
11. Роберт Илатов (р)
12. Хамед Амар (н)
13. Моше Маталон (н)
14. Лия Шемтов (р)
15. Алекс Миллер (р)

### «Авода»
1. Ицхак Герцог
2. Авишай Браверман
3. Шели Яхимович
4. Эйтан Кабель
5. Биньямин Бен-Элиэзер
6. Ралеб Маджадле (сменил Юли Тамир)
7. Йорам Марциано (сменил Амира Переца[5])
8. Даниэль Бен-Симон (н)

### «ШАС»
1. Эли Ишай
2. Ариэль Атиас
3. Ицхак Коэн
4. Амнон Коэн (р)
5. Мешулам Наари
6. Яаков Марги
7. Давид Азулай
8. Ицхак Вакнин
9. Нисим Зеэв
10. Авраам Михаэли

### «Яхадут ха-Тора»
1. Яаков Лицман
2. Моше Гафни
3. Исраэль Эйхлер (заменил Меира Поруша)
4. Ури Маклев
5. Элиэзер Мозес (н)

### «Ацмаут»
1. Эхуд Барак
2. Шакиб Шанан (сменил Матана Вильнаи)
3. Эйнат Вильф (сменила Офира Пинеса, Авода)
4. Шалом Симхон
5. Орит Нокед

### «Ихуд Леуми»
1. Яаков Кац (н)
2. Ури Ариэль
3. Арье Эльдад
4. Михаэль Бен-Ари (н)

### «Хадаш»
1. Мухаммад Бараке
2. Хана Сауид
3. Дов Ханин
4. Афу Агбария (н) (р2)

### «РААМ-ТААЛ»
1. Ибрагим Царцур
2. Талеб ас-Сана
3. Ахмад Тиби
4. Масуд Ганаим (н)

### «Балад»
1. Джамаль Захалка
2. Саид Нафа
3. Ханин Зуэби (н)

### «Еврейский Дом»
1. Даниэль Гершкович (н)
2. Звулун Орлев
3. Ури Орбах (н)

### Новое Движение — Мерец
1. Захава Гальон (сменила Хаима Орона)
2. Илан Гилаон
3. Ницан Горовиц (н)

### «Единый народ»
1. Хаим Амсалем

## Статистика
В кнессете 18-го созыва работали 100 мужчин и 20 женщин, 14 генералов, 19 юристов. Среди них 14 русскоязычных депутатов, 13 арабов. Ницан Горовиц из партии Мерец — единственный депутат, не скрывающий своей гомосексуальной ориентации. Состав депутатов обновился на четверть в сравнении с предыдущим созывом.